# ニック・ケイ
ニック・ケイ（Nick Kay, 1992年8月3日 - ）は、オーストラリアのプロバスケットボール選手。ニューサウスウェールズ州タムワース出身。ポジションはパワーフォワード/センター。B.LEAGUE・島根スサノオマジックに所属している。本名はニコラス・コリン・ケイ（Nicholas Colin Kay）。

## 経歴

### カレッジ
アメリカのメトロポリタン州立大学 デンバー校ではNCAAトーナメント2部に出場し、2013年は準優勝。

### プロ
2014年から2015年までクイーンズランドリーグのノースサイド・ウィザーズでプレー
2015年7月、オーストラリアNBLのタウンズビル・クロコダイルズと契約。2015–16シーズンは28試合、1試合平均28.11分出場。平均10.7得点、6.6リバウンド、1.2アシストを記録。NBLルーキー・オブ・ザ・イヤー獲得。
ニュージーランドNBLのサウスランド・シャークスでプレー後、2016-17シーズンはイラワラ・ホークスでプレー。ホークスのグランドファイナル進出に貢献した後、シャークスに復帰。
2018年4月20日、パース・ワイルドキャッツと3年契約を結ぶ。2019年2月、オールNBLファーストチームに選出される。3月には初のNBLチャンピオンに輝く
2019年4月9日、ニュージーランドNBLのウェリントン・セインツと契約。
2019–20シーズンはワイルドキャッツで2度目のオールNBLファーストチームに選ばれ、グランドファイナル進出し、シドニー・キングスを破り連覇
2020年5月4日、新型コロナウイルス感染拡大の影響により最後の1年を残し契約解除。
2020年7月5日、スペインのリーガACBに属するレアル・ベティスと契約。
2021年7月1日、B.LEAGUEの島根スサノオマジックと契約。

## オーストラリア代表
ユース代表としてプレーした後、2017年アジアカップに出場。2018年にはコモンウェルスゲームズで金メダル獲得。
2021年2月、東京オリンピックのスコッドに選出。銅メダルを獲得。6試合で平均11.0得点、6.3リバウンドを記録した。